# Liste der Baudenkmäler im Bonner Ortsteil Hardthöhe
Die folgende Liste enthält in der Denkmalliste ausgewiesene Baudenkmäler auf dem Gebiet des Bonner Ortsteils Hardthöhe im Stadtbezirk Hardtberg.
Hinweis: Die Reihenfolge der Denkmäler in dieser Liste orientiert sich an den Straßennamen und ist alternativ nach Hausnummern, Denkmallistennummer oder Bezeichnung sortierbar.
Basis ist die offizielle Denkmalliste der Stadt Bonn (Stand: 15. Januar 2021), die von der Unteren Denkmalbehörde geführt wird. Grundlage für die Aufnahme in die Denkmalliste ist das Denkmalschutzgesetz Nordrhein-Westfalens.
| Bild | Bezeichnung                    | Lage                      | Beschreibung | Bauzeit | Eingetragen seit | Denkmal- nummer |
| ---- | ------------------------------ | ------------------------- | ------------ | ------- | ---------------- | --------------- |
| BW   | „1000-Mann-Kaserne“/ Hardthöhe | Fontainengraben 150 Karte |              |         |                  | A 3268          |